# Kaj Bärlund
Kaj-Ole Johannes Bärlund, född 9 november 1945 i Borgå, är en finländsk politiker och ämbetsman.
Bärlund blev ekonomie magister 1976. Han var redaktör vid Rundradion 1967–1971, lagstiftningssekreterare vid justitieministeriet 1972–1979 och representerade socialdemokraterna i Finlands riksdag 1979–1991. Han tjänstgjorde som miljöminister i Harri Holkeris regering 1987–1991 och generaldirektör för Vatten- och miljöstyrelsen och Finlands miljöcentral 1990–2001; han var tjänstledig från 1995 och innehade 1995–2008 befattningen som director för Förenta nationernas ekonomiska kommission för Europa i Genève. Han var medlem av den socialdemokratiska partistyrelsen 1984–1990 och ordförande för Finlands svenska arbetarförbund 1982–1990. Han har publicerat debattböckerna Miksi ei EEC:hen (1971) och Palkat paketissa (1972).